# Paz positiva
Em estudos para a paz, paz positiva é o termo usado para se contrapor à visão de paz como mera ausência de guerra, entendida como paz negativa. Assim, o conceito de paz positiva diz respeito à criação de uma comunidade integrada e harmônica, através do enfrentamento das violências estruturais geradas por fatores como a insegurança alimentar, ausência de serviços públicos básicos e cultura de ódio.
O primeiro teórico a diferenciar paz positiva e negativa foi Johan Galtung. Esta diferenciação surge do entendimento de que não basta articular violência e paz para o entendimento dos processos formadores de uma paz duradoura.
Dentre as medidas para a promoção da paz positiva, uma das mais difundidas é a educação para a paz no currículo escolar regular.